# 齋藤綾
齋藤綾（1993年2月17日—），日本女性配音員、演員、旁白。出身於北海道。

## 簡介
賢Production（簡稱賢Pro）旗下聲優養成所School-Duo第13期出身，2013年4月起正式加入賢Pro。

### 人物
因為希望能夠和憧憬的人一起工作，而以先成為舞台演員的舞者為目標。
姊姊為漫畫家町麻衣。於專門學校學習演技時，她表示以「如果我姊姊所畫的漫畫獲得動畫化機會，我希望可以在姊姊的作品中演主角」做為當上聲優的目標，而決定踏上聲優之路。
興趣有公仔蒐集、購物、讀書、電影鑑賞。特長為打桌球、玩UFO夾娃娃機。喜歡河童。
假日熱衷於觀察自己飼養的寵物兔子的生態。

## 演出作品
※粗體字表示說明飾演的主要角色。

### 電視動畫
2013年
- 銀狐（國立水穗）

2014年
- Aikatsu！偶像活動！（紅林珠璃[10]）
- （黑子）
- Pac World（日语：パックワールド）（2014～2015，鬼怪、女性B、母親／占卜師、神官B）
- 精靈高中 恐怖的型女們（克蕾歐·戴·奈爾）

2015年
- Aikatsu！偶像活動！（舞者）
- 銀魂°（池田夜右衛門〈少年時期〉）
- K RETURN OF KINGS（女學生）

2016年
- 蠟筆小新（扮吉祥物的女性、店員）
- JoJo的奇妙冒險 不滅鑽石（飯店受理人員）
- 夢幻慶典（小孩）
- 火影忍者疾風傳（女孩子）
- 春&夏事件簿 ～春太與千夏的青春～（成島美代子的弟弟〈成島聰〉）

2017年
- KiraKira☆光之美少女 A La Mode（女子）
- 火影忍者疾風傳（鏃）
- 烙印勇士（少年）
- 舞動青春（棒球少年C）
- 我的女友是個過度認真的處女bitch（香坂冬美[11]）

2018年
- 三麗鷗男子（長谷川康太〈小1、幼稚園〉、女子、弓道部員）
- 紫羅蘭永恆花園（奈利奈、女性、少年、小孩）
- pop子和pipi美的日常（母企鵝）
- 一人之下 羅天大醮篇（白式雪）
- 小松先生 (第2期)（小孩）
- 沒有心跳的少女 BEATLESS（新人〈幼少期〉、新人〈7歲〉、女子C、友人A）2系列
- 櫻花忍法帖 BASILISK新章（女中）
- 偶像活動Friends！（2018～2019，友希嘉津音）
- 銀河英雄傳說 Die Neue These 邂逅（先寇布〈少年期〉）

2019年
- 偶像活動 on Parade！（2019～2020，紅林珠璃）

2020年
- 織田肉桂信長（愛）

### OVA
2014年
- 無邪氣樂園（老師）

### 電影動畫
2015年
- 偶像學園！音樂大獎 大家一起獲獎吧！（紅林珠璃）

2016年
- 偶像學園！～被盯上的魔法偶活卡～（紅林珠璃）

2019年
- 電影小松先生（岩瀨）
- 紫羅蘭永恆花園 外傳 -永遠與自動手記人偶-（奈利奈[12]）

2025年
- 偶像學園×星光樂園 THE MOVIE -相遇的奇蹟！-（紅林珠璃[13]）

### 遊戲
2013年
- （深海海／木山葡萄）
- 海賊奇幻（酒場的看板娘席娜 等）
- 雷光歸來 Final Fantasy XIII（嘉蒂[14]）

2014年
- Aikatsu！偶像活動！相關365天的偶像日（紅林珠璃）
- 企業☆女孩（魏歐拉·伊哈 等）
- 真·三國無雙7 Empires（自創角色·男純粹1、女冷靜1、女姑娘2）
- 戰場的婚禮（櫻之國的紅姬公主 等）
- 東京七姐妹（二川美美）
- 鬥神都市（日语：闘神都市）（鈴夜 等）
- （空知夕 等）
- 自由戰爭[15]

2015年
- Aikatsu！偶像活動！My No.1 Stage！（紅林珠璃）
- 魔物娘的同居日常（艾梅斯、凱洛斯、蕾泰、畢拉提、夏蓉）

2016年
- Aikatsu！偶像活動！Photo on Stage!!（紅林珠璃）

2017年
- GE 王者之劍（日语：グラナド・エスパダ）（雪露[16]）
- 神式一閃（妮妮[17]）

2019年
- 高校艦隊 指尖艦隊戰鬥！（大指紀子[18]）
- 問答RPG 魔法使與黑貓維茲（カンパニューラ·ブート）

2020年
- 格鬥天王：全明星（美女比克（日语：Mr.ビッグ (龍虎の拳)）[19]）

### 廣播劇CD
- Aikatsu！偶像活動！CD（紅林珠璃）
- 電視動畫／卡組『Aikatsu！偶像活動！』&『偶像學園STARS！』特別廣播劇CD（紅林珠璃）
- 排球少年!!（女子）
- 二川同學想談戀愛！（女大學生）

### 廣播劇
- 白魔女學園（日语：白魔女学園）（學校新生C）

### 外語配音
※作品依英文名稱及英文原名排序。

#### 電影
- 新世紀恐龍冒險（英语：Age of Dinosaurs）（Graham）
- 屍物招領（英语：The Body (2012 film)）（Erica Ulloa〈Carlota Olcina 飾演〉、Patricia〈Nausicaa Bonnín 飾演〉）
- 底特律
- 安琪狂想曲（英语：He Loves Me... He Loves Me Not (film)）（女播報員、旁白）
- 丟失的勳章：比利石的冒險（英语：The Lost Medallion: The Adventures of Billy Stone）（Lisa）
- 與危險同眠（英语：Mother, May I Sleep with Danger?）
- Phoebe in Wonderland（英语：Phoebe in Wonderland）（Jenny〈Teala Dunn 飾演〉）
- 金錢的味道（リニ）

#### 電視影集
- 新鮮遊戲人（英语：Game Shakers）
- 國土安全（Angela）
- 茱莉的小舞台（英语：Julie's Greenroom）
- 慾海醫心（女性）
- Varg Veum（英语：Varg Veum）（Alex、Britta）

#### 動畫
- 芭比之珍珠公主（Sandrine）
- 宇宙小奇兵（惡夢之蟲）

### 旁白
- 「普利司通 ～輪胎館篇～」店內有線廣播
- 「NEXTAGE」店內宣傳廣播
- 「Maruetsu（日语：マルエツ）」店內宣傳廣播
- 「Chiyoda（日语：チヨダ）」店內宣傳廣播
- 「卯之花·雪花菜火腿」店內促銷V廣播
- 「VASHUG！」DVD宣傳
- 「BMW Connected Drive 商品陳列影片」女性接線
- 日語探究知識競賽！怎麽可能!? 日本（日语：日本語探Qバラエティ クイズ!それマジ!?ニッポン）（富士電視台）
- 札幌ALTA街頭廣播宣傳
- 代代木動畫學院 街頭廣告宣傳
- 「！TV6」節目旁白（東京電視台，2017年8月6日）

### 舞台
- 代代木動畫學院札幌校 聲優演藝科畢業公演「ONE'S COFE 2009 ～今瞬間…。～」（2009年12月5日，MEDIA MIX Hall）－XO206 SORA
- 「BORDER2010 ～羈絆～」－藤城桂子
- 代代木動畫學院札幌校 聲優科舞台発表會「義理與人情！赤字上等！熱血☆綠的龜商店街 ～你！我們的應援歌～」（2010年12月11日，MEDIA MIX Hall）－花岡櫻
- School-Duo（日语：スクールデュオ）第13期Upper班舞台公演（2012年8月10日－12日，Woody Theatre中目黑）
- 小茗劇團（日语：みょーちゃん）第6回公演「高校茗師」（2013年3月6日－10日，千本櫻Hall）－名荷綾
- 企劃 第4回Miracle公演 「愉快的誘拐犯」（2014年5月2日－6日，THEATER BRATS）－美容師／艾莉卡

### 其它
- 數位漫畫VOMIC 銀河巡警Jaco（女警）
- 賢Production朗讀·朗讀劇公演2 A公演（2014年1月16日，Woody Theatre中目黑）

## 音樂作品

### 角色歌曲
| 發行日期 | 標題      | 名義        | 曲名               | 備註                       |
| 2018年   | 2018年    | 2018年      | 2018年             | 2018年                     |
| -------- | --------- | ----------- | ------------------ | -------------------------- |
| 10月3日  | SHOW TIME | CASQUETTE'S | 「SHOW TIME」 「」 | 遊戲《東京七姊妹》相關連曲 |
| 2019年   |           |             |                    |                            |
| 12月4日  | /SCARLET  | CASQUETTE'S | 「SCARLET」        | 遊戲《東京七姊妹》相關連曲 |

## 腳註

## 外部連結
- 賢Production公式官網的聲優簡介 （页面存档备份，存于） （日語）
- （日語）－齋藤綾的官方個人部落格。
- 齋藤綾的X（前Twitter） （日語）